# Strefy erogenne

Strefy erogenne (erogeniczne) – szczególnie wrażliwe na dotyk obszary ciała człowieka, których drażnienie wywołuje pobudzenie seksualne. Ich istnienie jest uwarunkowane funkcjami układów nerwowego i wewnątrzwydzielniczego.

## Podział
Wrażliwe na dotyk są zwykle te miejsca, w których skóra jest cienka (zgięcia kolan, wewnętrzna strona ud, pachy, owłosiona skóra głowy, okolica nozdrzy i warg). Gęsto unerwione czuciowo są także linie przejścia skóry w nabłonki śluzowe w okolicach otworów naturalnych (granica czerwieni warg, otworów nosowych, odbytu itp.).
Z punktu widzenia anatomii wyróżnia się dwa typy stref erogennych skóry:
- swoiste – strefy skórno-śluzówkowe ciała człowieka. Obszary te dostarczają silnych doznań dotykowych w związku z większą liczbą zakończeń nerwowych. Zalicza się do nich:
  - prącie – żołądź prącia posiada skórno-śluzówkowe końcowe narządy zmysłowe na całej powierzchni, a zwłaszcza wokół szyjki (bruzdy) żołędzi. Zwykłe ciałka Vatera-Paciniego znajdują się w tkance podskórnej żołędzi.
  - srom
  - łechtaczkę
  - odbyt – przemieszczając się z owłosionej części skóry do obszaru bezwłosego wokół odbytu, sieci zakończeń nerwowych występują w coraz wyższych warstwach skóry oraz dochodzi do uwidocznienia skórno-śluzówkowych końcowych ciałek zmysłowych na granicy śluzówki, które częściej występują w tej strefie przejściowej.
  - okolice związane z piersią – dotyczą zwłaszcza brodawki sutka oraz otoczki, które zawierają ciałka Vatera-Paciniego oraz Golgi-Mazzoniego. Nie zawierają one natomiast ciałek Meissnera i posiadają tylko niewielką ilość uorganizowanych zakończeń nerwowych.
  - wargi
  - jamę ustną, która zawiera ciałka Ruffiniego oraz Meissnera, a także poszerzone rozrośnięcia nerwów w śluzówce języka.
  - okolice oczu – nerwy spojówkowe posiadają w większości wolne, rozgałęzione zakończenia.

- nieswoiste to te obszary skóry, które posiadają przeciętną ilość zakończeń nerwowych oraz włosów. Przykładem takich stref są boczne powierzchnie szyi i klatki piersiowej oraz pachy.

Umiejscowienie stref erogennych wykazuje dużą zmienność w populacji, jednak występują pewne zasady w ich rozmieszczeniu. W większości przypadków ciało kobiety jest bardziej erotycznie wrażliwe niż ciało mężczyzny. Stymulację seksualną u kobiet wywołują takie obszary ciała, które u mężczyzny wywołują mniejszą reakcję lub wręcz nie wywołują jej wcale. Pomimo dużej indywidualnej zmienności można wyróżnić pewne strefy występujące u większości osobników danej płci.

### Strefy erogenne wspólne dla obu płci
- odbyt;
- wargi i jama ustna;
- okolice oczu – nerwy spojówkowe posiadają w większości wolne, rozgałęzione zakończenia;
- pośladki;
- szyja i kark;
- uszy w tym płatki uszu.

### Strefy erogenne kobiety
- piersi – zwłaszcza okolice brodawki sutka oraz otoczki;
- łechtaczka;
- pochwa.

### Strefy erogenne mężczyzny
- krocze;
- prącie i napletek;
- moszna;
- sutki.